# Harry H. Woodring
Harry Hines Woodring (Elk City, 31 de mayo de 1887-Topeka, 9 de septiembre de 1967) fue un militar y político estadounidense. Demócrata, fue el gobernador número 25 del estado de Kansas y fue secretario de Guerra de los Estados Unidos en la administración del presidente Franklin Delano Roosevelt, desde 1936 hasta 1940. También fue secretario de guerra adjunto desde 1933 hasta 1936.

## Biografía

### Primeros años
Nació en 1887 en Elk City (Kansas), hijo del granjero y soldado del Ejército de la Unión Hines Woodring. Fue educado en escuelas de la ciudad y del condado y a los dieciséis años comenzó a trabajar como conserje en el First National Bank de Neodesha. Asistió a Lebanon Business University en Lebanon (Indiana) durante un año, lo que le valió un empleo como contador y asistente de caja del First National Bank en Elk City.
Llegó a ser vicepresidente y propietario del banco hasta que se alistó como soldado en el Ejército de los Estados Unidos. Posteriormente, se le encomendó como segundo teniente en el Cuerpo de Tanques en la Primera Guerra Mundial. Fue elegido comandante del departamento de la Legión Estadounidense en Kansas, luego, en 1928, vendió su negocio bancario para ingresar a la política.

### Carrera política
Miembro del Partido Demócrata, fue elegido gobernador de Kansas en 1930 en una polémica elección, contra el republicano Frank Haucke y el candidato write-in John R. Brinkley. Brinkley ganó la mayoría de los votos, pero el estado solo contó las papeletas con «J. R. Brinkley», descalificando decenas de miles de boletas con variantes como «John Brinkley». Woodring admitió que habría perdido, si se hubieran contado todos los votos de Brinkley. De todas formas, se desempeñó como gobernador de Kansas desde 1931 hasta 1933. En el cargo, sus esfuerzos por reducir los gastos fueron bloqueados en gran medida por los republicanos, por lo que recortó su propio salario y el Departamento de Carreteras, el único lugar donde los demócratas tenían el control.
Se postuló para la reelección en 1932, pero perdió ante el republicano Alf Landon, compitiendo también ante John R. Brinkley.
Se desempeñó como secretario de guerra adjunto de 1933 a 1936, con supervisión sobre asuntos de adquisiciones. Fue promovido y se desempeñó como Secretario de Guerra de los Estados Unidos bajo el presidente Franklin D. Roosevelt de 1936 a 1940. Proyectó las recomendaciones de su predecesor George Dern para aumentar la fuerza del Ejército Regular, la Guardia Nacional y el Cuerpo de Reserva. Durante su cargo, dirigió una revisión de los planes de movilización para equilibrar el personal y las adquisiciones.
Estricto no intervencionista, fue presionado por otros miembros del gabinete para que dimitiera en el primer año de la Segunda Guerra Mundial. El secretario del Interior, Harold Ickes, se reunió con Roosevelt al menos dos veces para pedir el despido de Woodring, pero al principio el presidente no estaba dispuesto a hacerlo, sino que nombró al intervencionista Louis A. Johnson como secretario de guerra adjunto. Woodring y Johnson se pusieron inmediatamente en desacuerdo, y rápidamente llegaron al punto en que se negaron a hablarse. El 20 de junio de 1940, Roosevelt desplazó a Woodring del cargo, reemplazándolo con el político republicano Henry L. Stimson. Woodring siguió siendo aislacionista, oponiéndose a la Ley de Servicio y Entrenamiento Selectivo de 1940.
Se postuló sin éxito para gobernador de Kansas en 1946, y para la nominación del Partido Demócrata para ese cargo en 1956.

### Fallecimiento
Falleció a raíz de un derrame cerebral en Topeka (Kansas), el 9 de septiembre de 1967. Fue sepultado en el cementerio Mount Hope de dicha ciudad.